# ۶۰۰ (قمری)
۶۰۰ (قمری)، ششصدمین سال در گاهشماری هجری قمری است. اول محرم این سال برابر با نهم سپتامبر سال ۱۲۰۳ میلادی است.